# Wilmersdorf

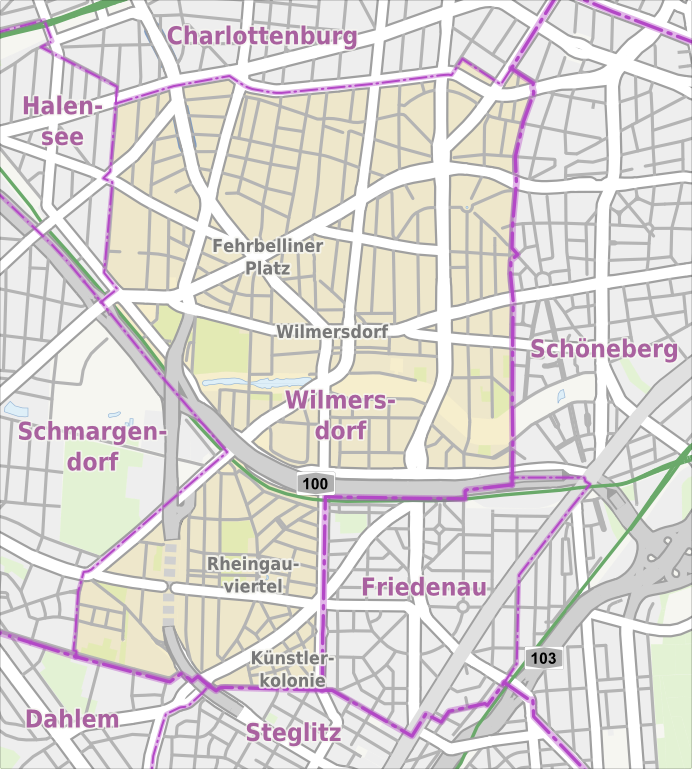
Mappa del quartiere

Wilmersdorf è un quartiere (Ortsteil) di Berlino, appartenente al distretto (Bezirk) di Charlottenburg-Wilmersdorf.

## Storia
Nel 1906 Wilmersdorf assunse il titolo di città e il nome ufficiale di Deutsch-Wilmersdorf.
Il 1º aprile 1907 Deutsch-Wilmersdorf divenne una città extracircondariale (prima apparteneva al circondario di Teltow).
Nel 1912 prese il nome di Berlin-Wilmersdorf.
Nel 1920 entrò a far parte della "Grande Berlino", nel distretto di Wilmersdorf.

## Monumenti e luoghi d'interesse
- Schaubühne am Lehniner Platz (è un famoso teatro)
- Universität der Künste (abbreviato UdK, in italiano Università delle belle arti)
- Chiesa di San Luigi
- Chiesa di Santa Croce
- Casa ad appartamenti sull'Hohenzollerndamm

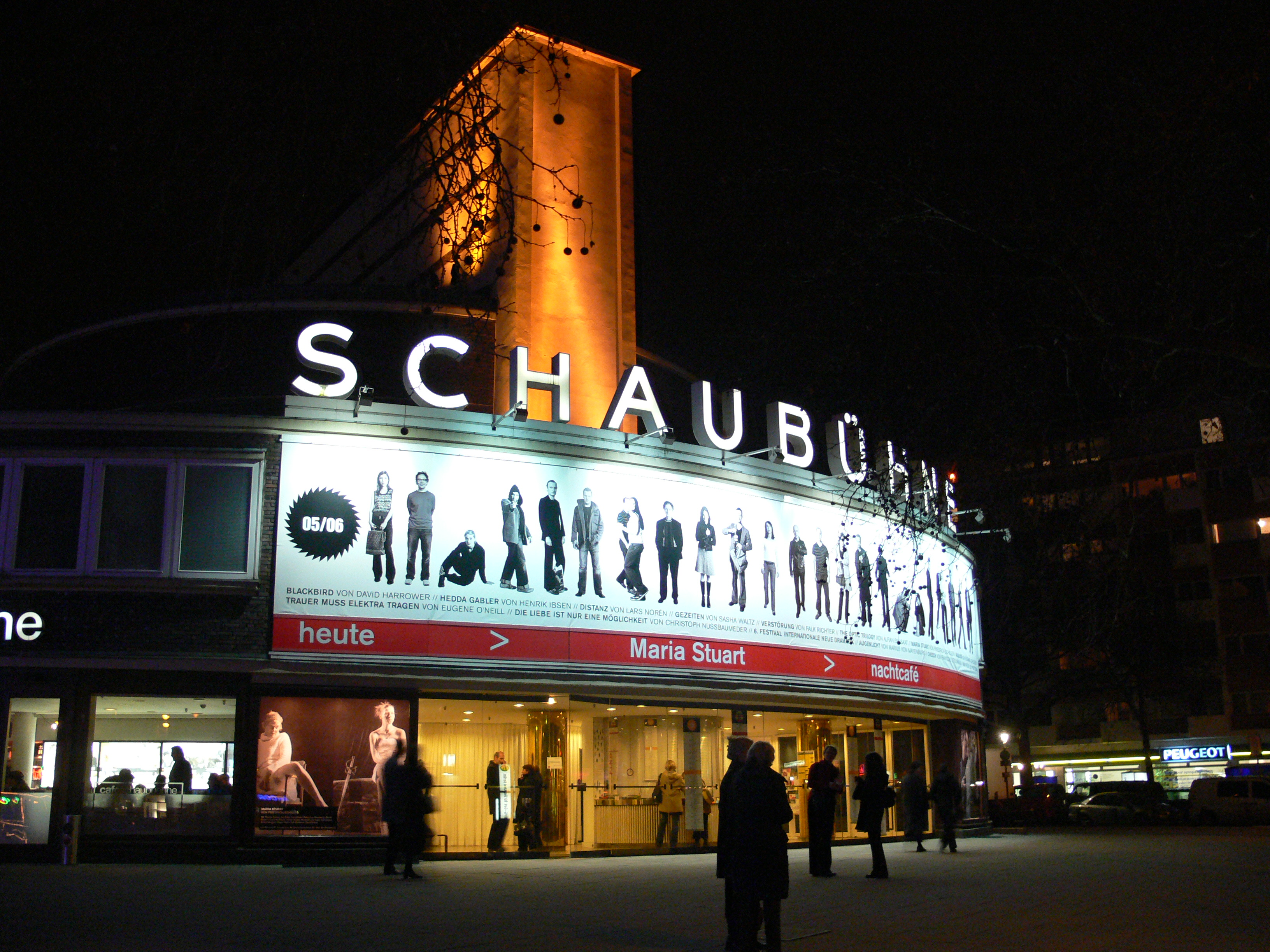
Schaubühne am Lehniner Platz
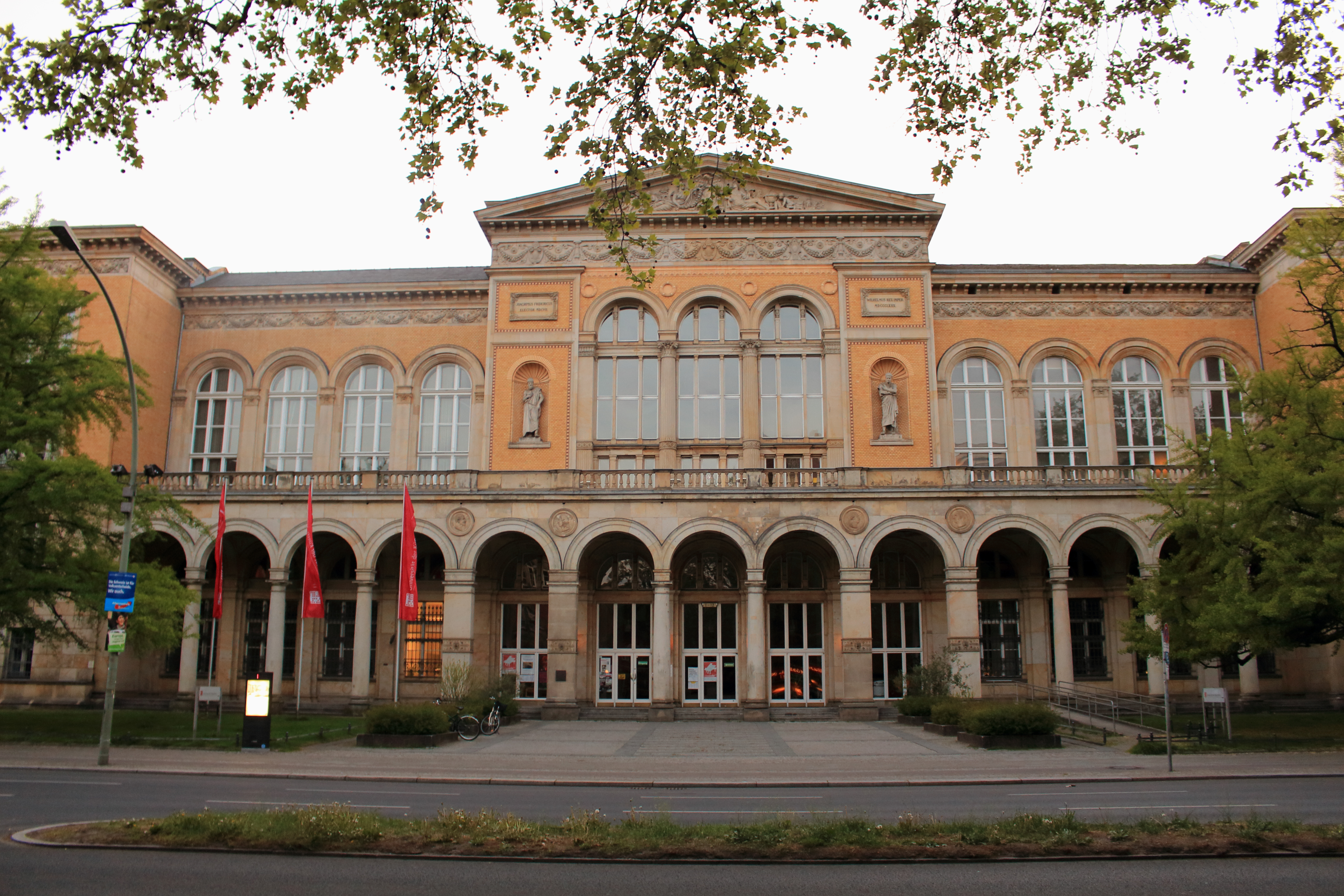
Universität der Künste
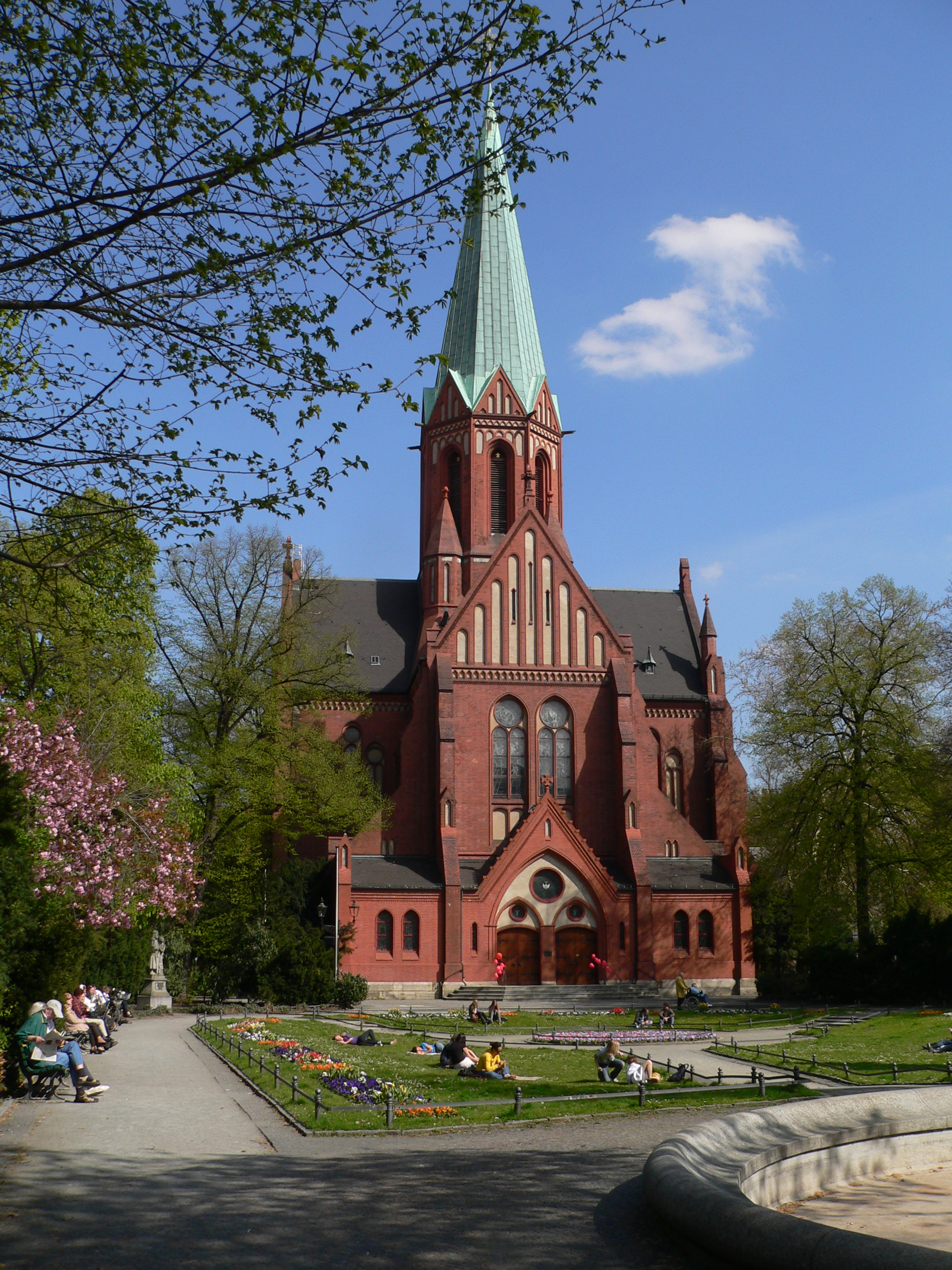
Chiesa di San Luigi

## Amministrazione

### Gemellaggi
Wilmersdorf è gemellata con:
- Apeldoorn, dal 1968
- Gladsaxe, dal 1968
- Minden, dal 1968
- Sutton, dal 1968
- Spalato, dal 1970
- Karmiel, dal 1985
- Circondario di Forchheim, dal 1991
- Circondario di Kulmbach, dal 1991
- Circondario Rheingau-Taunus, dal 1991
- Kiev-Pechersk, dal 1991
- Gagny, dal 1992
- Międzyrzecz, dal 1993